# JustInCase
株式会社justInCase（ジャストインケース）は、東京都中央区に本社を置く、日本の少額短期保険業者である。P2P保険（通称「わりかん保険」）をはじめとする保険を扱う。InsurTech（Insurance Tech、保険テック)
企業である株式会社justInCaseTechnologiesを兄弟会社に持つ。

## 概要
- 社名：株式会社justInCase
- 設立：2016年12月
- 代表取締役：小泉洋夫
- 所在地：〒103-0025 東京都中央区日本橋茅場町一丁目8番1号 茅場町一丁目平和ビル702
- 事業内容：少額短期保険業

## 沿革
- 2016年
  - [12月6日]株式会社justInCase設立
- 2018年
  - 初プロダクトであるスマホ保険をリリース。[3]
- 2019年
  - 兄弟会社であるjustInCaseTechnologiesを設立し、シリーズA総額10億円の資金調達を完了。[4]
  - 7月 - 日本初となるP2P保険「わりかん保険」のサンドボックス認定を取得。
  - 8月 - 第一生命保険のWebアプリに「レジャー保険」の保険APIを提供。[5]
- 2020年
  - 1月 - サンドボックス認定に基づき日本初のP2P保険「わりかん がん保険」をリリース。[6]
    - 同保険の販売にあたり、株式会社アドバンスクリエイト、SBI日本少額短期保険株式会社、株式会社クラウドワークス、株式会社新生銀行、チューリッヒ少額短期保険株式会社、株式会社ディー・エヌ・エー(DeNA)、日本生命保険相互会社、LINE Financial株式会社と提携。

  - 3月 - 共通ポイントサービス「Ponta（ポンタ）」を運営する株式会社ロイヤリティ マーケティングと提携し、Pontaかんたん保険の提供を開始。[7]
  - 5月 - コロナ助け合い保険をリリース。この保険は新型コロナウイルス感染症拡大下、開発期間1ヶ月というスピードで完成した。[8]利益は全額医療機関に寄付される。
  - 9月 - 歩くとおトク保険をリリース。健康の維持・増進に寄与することがビッグデータにより証明されたことに着目した、歩いた歩数とBMI（身長・体重から算出される）によって毎月保険料が変動する保険。 自分のがんばりを”毎月”実感できる日本初の保険。[9]
  - 11月 - 大同生命保険株式会社と協業した中小企業支援プロジェクトを発足。[10]大同生命が1億円を拠出し、コロナ助け合い保険を中小企業に1年間無償で提供。利益は全額医療機関に寄付される。
- 2022年
  - 4月 - コロナ助け合い保険の販売において、新型コロナウイルス感染症の急速な拡大による保険金支払いが当初の商品想定をはるかに上回る結果となり保険金額を10分の1にする旨を公表した。
  - 6月 - 保険引受リスクの管理体制、商品開発に係る内部管理体制、経営管理体制についての問題点が指摘され、関東財務局より行政処分を受けることとなった。

## 受賞歴
- 2017年（平成29年）
  - TechCrunch Tokyo 2017：AWS賞・FUJITSU MetaArc AWARD・GLOBAL BRAIN AWARD[11]
- 2018年（平成30年）
  - B-dash camp Fukuoka：準優勝
  - FIBC：FIBCグランプリ・QUICK賞
  - Plug and Play Japan Batch 1 EXPO 2018：PnPJ Award
- 2019年（平成31年、令和元年）
  - 東京金融賞：優勝[12]
- 2020年（令和2年）
  - 第6回少額短期保険大賞：大賞「わりかん保険」